# Coupe de Tunisie de football
Ne doit pas être confondu avec Coupe de Tunisie de football (FFF).
La coupe de Tunisie de football (arabe : كأس تونس لكرة القدم), connue sous le nom de coupe du président de la République entre 1956 et 2011, est une compétition de football à élimination directe, organisée annuellement par la Fédération tunisienne de football (FTF), qui est considérée comme le deuxième titre national le plus important après le championnat de Ligue I. Le vainqueur en titre est le Stade tunisien, qui remporte son septième titre lors de la saison 2023-2024.
La première compétition organisée par la Ligue de Tunisie de Football Association (émanation de la Fédération française de football) a lieu sous le protectorat français lors de la saison 1922-1923. La première finale après l'indépendance, qui a lieu à la fin de la saison 1955-1956, est remportée par le Stade tunisien. La coupe est organisée dès lors chaque année, à l'exception de la saison 1977-1978 en raison de la participation de l'équipe nationale à la coupe du monde 1978 en Argentine, et de la saison 2001-2002 qui n'est pas achevée en raison de la participation de l'équipe nationale à la coupe du monde 2002 au Japon et en Corée du Sud. Le match final se déroule généralement au stade olympique de Radès dès 2001. Un nouveau trophée de la coupe de Tunisie est adopté chaque fois qu'une équipe le remporte trois fois, la coupe actuelle étant remise depuis 2020.
L'Espérance sportive de Tunis est le club le plus titré avec quinze coupes. Quant au Club africain, il occupe la deuxième place avec dix trophées, dont la dernière lors de la saison 2020-2021 ; il s'agit aussi de l'équipe qui a disputé le plus de finales (27) et qui a conservé le titre pendant quatre saisons consécutives (1966-1967, 1967-1968, 1968-1969 et 1969-1970). L'entraîneur Mokhtar Tlili remporte le tournoi à trois reprises, un record, avec l'Espérance sportive de Tunis (2) et le Club athlétique bizertin (1), tandis que le joueur Sadok Sassi le remporte à huit reprises avec le Club africain.
Dès le début 2020, la direction de la Fédération tunisienne de football décide de jouer le match final hors de Tunis et de le déplacer vers des régions, telles que Monastir en finale de la saison 2019-2020 et Djerba en finale de la saison 2020-2021.

## Dénominations

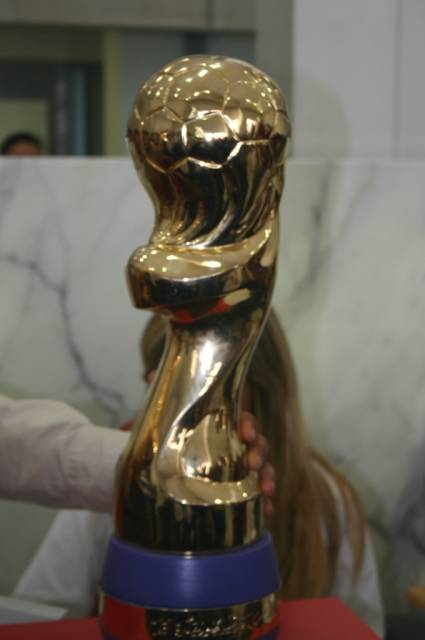
Trophée entre 1995 et 2010.

De l'indépendance en 1956 jusqu'à la révolution de 2011, le tournoi porte le nom de « coupe du président de la République ». À partir de 2011, la compétition s'appelle simplement « coupe de Tunisie ».
En août 2019, l'édition 2018-2019 porte le nom du l'ancien président Béji Caïd Essebsi, et les quatre éditions suivantes portent le nom de personnalités nationales à l'occasion de leur anniversaire de décès (Habib Bourguiba en 2019-2020, Salah Ben Youssef en 2020-2021, Farhat Hached en 2021-2022 et Hédi Chaker en 2022-2023).
Le 7 février 2024, la Fédération tunisienne de football baptise la compétition « coupe de Son Excellence le président de la République », avant le début de l'édition 2023-2024, reprenant ainsi le nom effectif aavant la révolution. Cette décision est controversée. Le 9 février, le président de la République Kaïs Saïed, lors de sa rencontre avec le ministre de la Jeunesse et des Sports Kamel Deguiche, décide de revenir sur cette décision, indiquant que l'ère de la personnalisation du pouvoir était révolue.

## Remise de la coupe

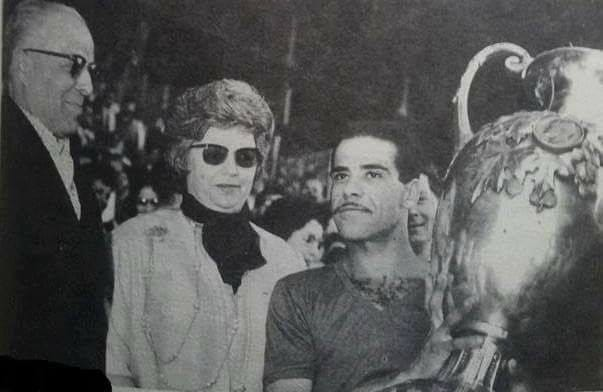
Taïeb Jebali reçoit la coupe des mains du président Habib Bourguiba, après la victoire du Stade tunisien en finale de l'édition 1959-1960.

De l'indépendance jusqu'en 1987, Habib Bourguiba remet la coupe à l'équipe vainqueur après chaque finale. Après son arrivée au pouvoir avec le coup d'État de 1987, Zine el-Abidine Ben Ali joue le même rôle jusqu'à son renversement lors de la révolution de 2011.
De 2011 à 2014, le président de la République ne remet pas la coupe. Lors de la finale en 2014, le chef du gouvernement Mehdi Jomaa supervise le match. Après son arrivée au pouvoir, le président Béji Caïd Essebsi remet la coupe, notamment lors de l'édition 2015. Après sa mort, le président par intérim Mohamed Ennaceur remet le trophée à l'issue de la finale en 2019.
Depuis que Kaïs Saïed a accédé à la présidence en octobre 2019, il n'a pas assisté à la finale ni remis la coupe. De 2020, c'est le ministre de la Jeunesse et des Sports qui remet la coupe avec le président de la Fédération tunisienne de football, Wadie Jary. Lors de la finale 2024. À la demande du président de la République, le chef du gouvernement Ahmed Hachani remet la coupe à l'équipe gagnante.

## Format
Huit équipes du championnat de Ligue I — les équipes ayant terminé la saison dernière entre la septième et la douzième place, en plus des deux équipes promues du championnat de Ligue II — entrent dans la compétition au 32e tour, suivies par les six autres équipes au prochain tour.
Le vainqueur de la coupe de Tunisie se qualifie directement pour la coupe de la confédération. Toutefois, si le vainqueur de la coupe est le champion du championnat de Ligue I ou un participant à la Ligue des champions de la CAF, le club ayant disputé la finale est celui qui le remplace dans la compétition externe.

## Finales

### Finales avant l'indépendance (LTFA)
Le palmarès de cette compétition d'avant l'indépendance du pays est reconnu par la Fédération tunisienne de football, tout comme les compétitions de la Ligue de Tunisie.
| no | Saison | Date               | Vainqueur          | Score              | Finaliste                             | Stade                    | Ref.               |
| -- | ------ | ------------------ | ------------------ | ------------------ | ------------------------------------- | ------------------------ | ------------------ |
| 1  | 1923   | 27 mai 1923        | Avant-garde        | 1–0                | Racing Club                           |                          | [ 21 ]             |
| 2  | 1924   | 30 mars 1924       | Racing Club        | 2–1                | Sporting Club de Ferryville           |                          | [ 22 ]             |
| 3  | 1925   | 29 mars 1925       | Stade gaulois      | 2–0                | Sporting Club                         |                          | [ 23 ]             |
| 4  | 1926   | 14 mars 1926       | Racing Club        | 2–1                | Football Club de Bizerte              | Vélodrome du Belvédère   | [ 24 ]             |
| 5  | 1927   | 13 février 1927    | Stade gaulois      | 2–0                | Sporting Club                         | Vélodrome du Belvédère   | [ 25 ]             |
| —  | 1928   | Pas de compétition | Pas de compétition | Pas de compétition | Pas de compétition                    | Pas de compétition       | Pas de compétition |
| —  | 1929   | Pas de compétition | Pas de compétition | Pas de compétition | Pas de compétition                    | Pas de compétition       | Pas de compétition |
| 6  | 1930   | 24 mai 1930        | US Tunisienne      | 2–1                | Sporting Club                         | Vélodrome du Belvédère   | [ 26 ]             |
| 7  | 1931   | 1931               | US Tunisienne      | Championnat        | Métlaoui Sports / US Béja             | Vélodrome du Belvédère   | [ 27 ]             |
| 8  | 1932   | 1932               | Racing Club        | 1–1 (5–0 rej)      | Sporting Club                         | Vélodrome du Belvédère   | [ 28 ]             |
| 9  | 1933   | 7 mai 1933         | US Tunisienne      | 2–1 (a. p.)        | Stade gaulois                         | Vélodrome du Belvédère   | [ 29 ]             |
| 10 | 1934   | 1934               | US Tunisienne      | 1–1 (2–1 rej)      | Vaillante-Sporting Club de Ferryville | Vélodrome du Belvédère   | [ 30 ]             |
| 11 | 1935   | 1935               | US Tunisienne      | 3–0                | Sporting Club de Tunis                | Vélodrome du Belvédère   | [ 31 ]             |
| 12 | 1936   | 14 juin 1936       | Italia de Tunis    | 1–0                | Jeunesse de Hammam Lif                | Stade municipal de Tunis | [ 32 ]             |
| 13 | 1937   | 9 mai 1937         | Stade gaulois      | 1–0                | Espérance sportive                    | Stade municipal de Tunis | [ 33 ]             |
| 14 | 1938   | 9 mai-15 mai 1938  | Sporting Club      | 0–0 (2–0 rej)      | Racing Club                           | Stade municipal de Tunis | [ 34 ]             |
| 15 | 1939   | 28 mai 1939        | Espérance sportive | 4–1                | Étoile du Sahel                       | Stade municipal de Tunis | [ 35 ]             |
| —  | 1930   | Pas de compétition | Pas de compétition | Pas de compétition | Pas de compétition                    | Pas de compétition       | Pas de compétition |
| —  | 1941   | Pas de compétition | Pas de compétition | Pas de compétition | Pas de compétition                    | Pas de compétition       | Pas de compétition |
| 16 | 1942   | 28 avril 1942      | US Ferryville      | 4–1                | US Béja                               | Vélodrome du Belvédère   | [ 36 ]             |
| —  | 1943   | Pas de compétition | Pas de compétition | Pas de compétition | Pas de compétition                    | Pas de compétition       | Pas de compétition |
| —  | 1944   | Pas de compétition | Pas de compétition | Pas de compétition | Pas de compétition                    | Pas de compétition       | Pas de compétition |
| 17 | 1945   | 1945               | Olympique de Tunis | 0–0 (1–0 rej)      | Espérance sportive                    | Vélodrome du Belvédère   | [ 37 ]             |
| 18 | 1946   | 1946               | PFC Bizerte        | 3–1                | Étoile du Sahel                       |                          | [ 38 ]             |
| 19 | 1947   | 4 mai 1947         | CS Hammam Lif      | 2–1                | Espérance sportive                    |                          | [ 39 ]             |
| 20 | 1948   | 1948               | CS Hammam Lif      | 2–0                | PFC Bizerte                           | Stade Géo-André          | [ 40 ]             |
| 21 | 1949   | 1949               | CS Hammam Lif      | 1–0                | CA Bizerte                            | Stade Géo-André          | [ 41 ]             |
| 22 | 1950   | 1950               | CS Hammam Lif      | 3–0                | Étoile du Sahel                       | Stade Géo-André          | [ 42 ]             |
| 23 | 1951   | 6 mai 1951         | CS Hammam Lif      | 2–0                | CA Bizerte                            | Stade Géo-André          | [ 43 ]             |
| —  | 1952   | Pas de compétition | Pas de compétition | Pas de compétition | Pas de compétition                    | Pas de compétition       | Pas de compétition |
| —  | 1953   | Pas de compétition | Pas de compétition | Pas de compétition | Pas de compétition                    | Pas de compétition       | Pas de compétition |
| 24 | 1954   | 1954               | CS Hammam Lif      | 1–0                | Étoile du Sahel                       | Stade Géo-André          | [ 44 ]             |
| 25 | 1955   | 1er mai 1955       | CS Hammam Lif      | 2–1                | Sfax railway sport                    | Stade Géo-André          | [ 45 ]             |

### Finales depuis l'indépendance (FTF)

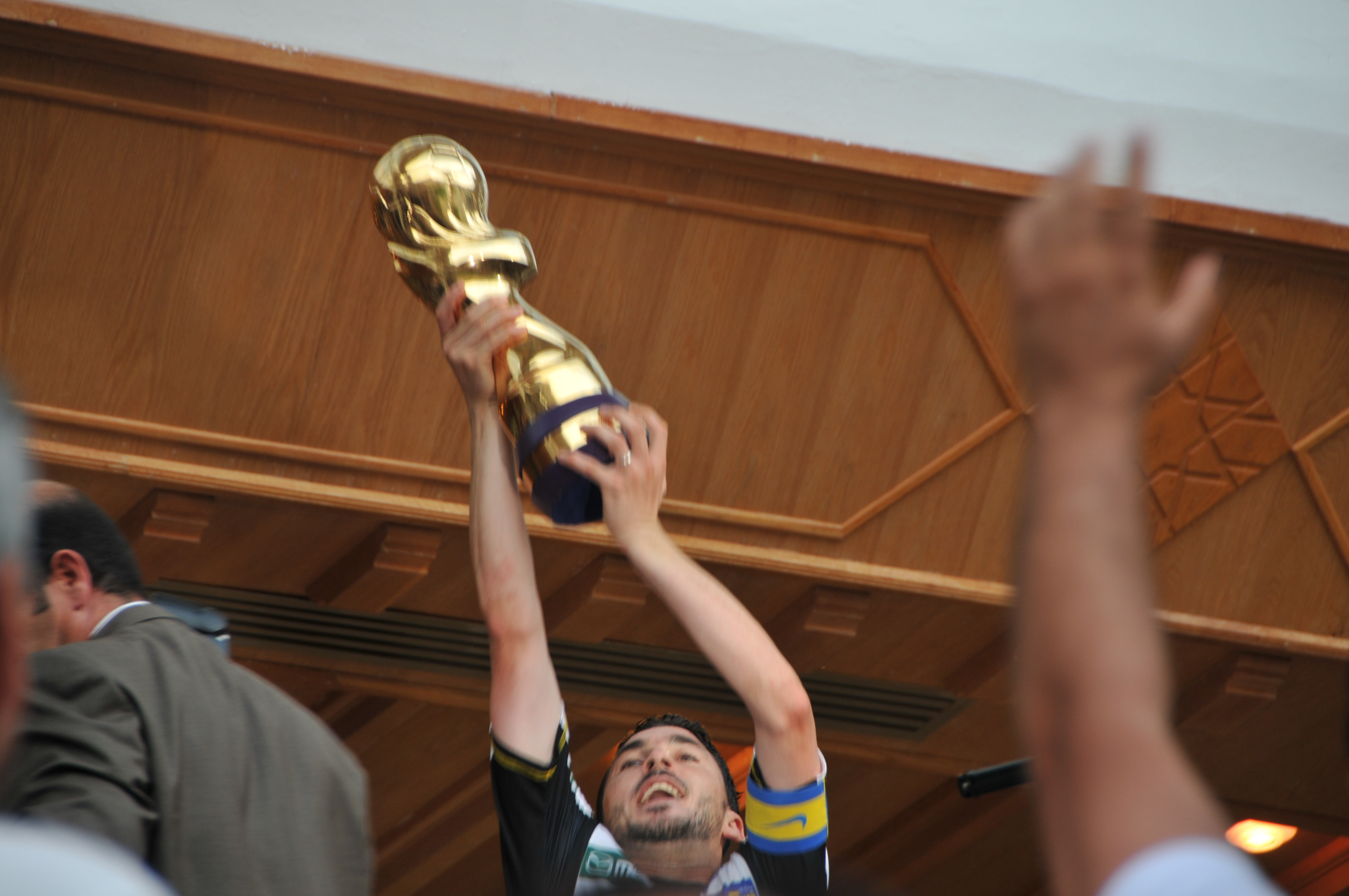
Issam Merdassi capitaine du Club sportif sfaxien brandissant le trophée de l'édition 2008-2009.

Les matchs rejoués sont utilisées pour déterminer le vainqueur du tournoi lorsque le match aller se termine par un match nul. Si le deuxième match se conclut sur une égalité, l'équipe qui a joué le plus de corners est considérée comme l'équipe gagnante. Cette règle est appliquée à deux reprises pour les finales des éditions 1970 et 1976, et les matchs sont rejoués après un match nul à sept reprises.
Les tirs au but sont utilisés lors des seizièmes de finale de l'édition 1973-1974 qui oppose l'Étoile sportive du Sahel au Stade tunisien, qui s'impose 4-0. Pour les matchs finaux, dix confrontations sont conclues par des tirs au but, la première étant la finale de l'édition 1983-1984 entre le champion, l'Avenir sportif de La Marsa, et le vice-champion, le Club sportif sfaxien.
- Défini après les tirs au but
- Défini après prolongation
- Défini après que le match est rejoué
- Défini sur les corners

| no | Saison | Date | Vainqueur | Score | Finaliste | Stade | Ref.    |
| -- | ------ | --- | --- | --- | --- | --- | ------- |
| 26 | 1956   | 10 juin 1956 | Stade tunisien | 3–1 | Club africain | Stade Chedly-Zouiten                                                                                               | [ 46 ]  |
| 27 | 1957   | 31 mars 1957 | Espérance de Tunis                                                                                                 | 2–1 | Étoile du Sahel | Stade Chedly-Zouiten                                                                                               | [ 47 ]  |
| 28 | 1958   | 8 juin 1958 | Stade tunisien | 2–0 | Étoile du Sahel | Stade Chedly-Zouiten                                                                                               | [ 48 ]  |
| 29 | 1959   | 1er-31 mai 1959 | Étoile du Sahel | 2–2 (3–2 rej) | Espérance de Tunis                                                                                                 | Stade Chedly-Zouiten                                                                                               | [ 49 ]  |
| 30 | 1960   | 29 mai 1960 | Stade tunisien | 2–0 | Étoile du Sahel | Stade Chedly-Zouiten                                                                                               | [ 50 ]  |
| 31 | 1961   | 23 avril-28 mai 1961                                                                                               | AS Marsa | 0–0 (3–0 rej) | Stade tunisien | Stade Chedly-Zouiten                                                                                               | [ 51 ]  |
| 32 | 1962   | 13 mai-10 juin 1962                                                                                                | Stade tunisien | 1–1 (1–0 rej) | Stade soussien | Stade Chedly-Zouiten                                                                                               | [ 52 ]  |
| 33 | 1963   | 19 mai 1963 | Étoile du Sahel | 0–0 (2–1 rej) | Club africain | Stade Chedly-Zouiten                                                                                               | [ 53 ]  |
| 34 | 1964   | 10 mai 1964 | Espérance de Tunis                                                                                                 | 1–0 | CS Hammam Lif | Stade Chedly-Zouiten                                                                                               | [ 54 ]  |
| 35 | 1965   | 16 mai-6 juin 1965                                                                                                 | Club africain | 0–0 (2–1 rej) | AS Marsa | Stade Chedly-Zouiten                                                                                               | [ 55 ]  |
| 36 | 1966   | 22 mai 1966 | Stade tunisien | 1–0 | AS Marsa | Stade Chedly-Zouiten                                                                                               | [ 56 ]  |
| 37 | 1967   | 1er juin 1967 | Club africain | 2–0 (a. p.) | Étoile du Sahel | Stade olympique d'El Menzah                                                                                        | [ 57 ]  |
| 38 | 1968   | 23 juin 1968 | Club africain | 3–2 | Sfax railway sport                                                                                                 | Stade olympique d'El Menzah                                                                                        | [ 58 ]  |
| 39 | 1969   | 13 juillet 1969 | Club africain | 2–0 | Espérance de Tunis                                                                                                 | Stade olympique d'El Menzah                                                                                        | [ 59 ]  |
| 40 | 1970   | 7-20 juin 1970 | Club africain | 0–0 (0–0 rej ; 5–3 c)                                                                                              | AS Marsa | Stade olympique d'El Menzah                                                                                        | [ 60 ]  |
| 41 | 1971   | 13 juin 1971 | CS Sfax | 1–0 | Espérance de Tunis                                                                                                 | Stade olympique d'El Menzah                                                                                        | [ 61 ]  |
| 42 | 1972   | 9 juillet 1972 | Club africain | 1–0 (a. p.) | Stade tunisien | Stade olympique d'El Menzah                                                                                        | [ 62 ]  |
| 43 | 1973   | 17 juin 1973 | Club africain | 1–0 | AS Marsa | Stade olympique d'El Menzah                                                                                        | [ 63 ]  |
| 44 | 1974   | 26 mai 1974 | Étoile du Sahel | 1–0 | Club africain | Stade olympique d'El Menzah                                                                                        | [ 64 ]  |
| 45 | 1975   | 8-28 juin 1975 | Étoile du Sahel | 1–1 (3–0 rej) | EM Mahdia | Stade olympique d'El Menzah                                                                                        | [ 65 ]  |
| 46 | 1976   | 13 juin-4 juillet 1976                                                                                             | Club africain | 1–1 (0–0 rej ; 3–1 c)                                                                                              | Espérance de Tunis                                                                                                 | Stade olympique d'El Menzah                                                                                        | [ 66 ]  |
| 47 | 1977   | 25 juin 1977 | AS Marsa | 3–0 | CS Sfax | Stade olympique d'El Menzah                                                                                        | [ 67 ]  |
| —  | 1978   | Coupe non jouée en raison de la participation de l'équipe de Tunisie à la coupe du monde 1978.                     | Coupe non jouée en raison de la participation de l'équipe de Tunisie à la coupe du monde 1978.                     | Coupe non jouée en raison de la participation de l'équipe de Tunisie à la coupe du monde 1978.                     | Coupe non jouée en raison de la participation de l'équipe de Tunisie à la coupe du monde 1978.                     | Coupe non jouée en raison de la participation de l'équipe de Tunisie à la coupe du monde 1978.                     | [ 68 ]  |
| 48 | 1979   | 17-24 juin 1979 | Espérance de Tunis                                                                                                 | 0–0 (3–2 rej) | Sfax railway sport                                                                                                 | Stade olympique d'El Menzah                                                                                        | [ 69 ]  |
| 49 | 1980   | 24 mai 1980 | Espérance de Tunis                                                                                                 | 2–0 | Club africain | Stade olympique d'El Menzah                                                                                        | [ 70 ]  |
| 50 | 1981   | 2 juin 1981 | Étoile du Sahel | 3–1 | Stade tunisien | Stade olympique d'El Menzah                                                                                        | [ 71 ]  |
| 51 | 1982   | 2 juin 1982 | CA Bizerte | 1–0 | Club africain | Stade olympique d'El Menzah                                                                                        | [ 72 ]  |
| 52 | 1983   | 5 juin 1983 | Étoile du Sahel | 2–1 (a. p.) | AS Marsa | Stade olympique d'El Menzah                                                                                        | [ 73 ]  |
| 53 | 1984   | 5 juin 1984 | AS Marsa | 0–0 (5–4 t. a. b.)                                                                                                 | CS Sfax | Stade olympique d'El Menzah                                                                                        | [ 74 ]  |
| 54 | 1985   | 1er juin 1985 | CS Hammam Lif | 0–0 (3–2 t. a. b.)                                                                                                 | Club africain | Stade olympique d'El Menzah                                                                                        | [ 75 ]  |
| 55 | 1986   | 15 juin 1986 | Espérance de Tunis                                                                                                 | 0–0 (4–1 t. a. b.)                                                                                                 | Club africain | Stade olympique d'El Menzah                                                                                        | [ 76 ]  |
| 56 | 1987   | 14 juin 1987 | CA Bizerte | 1–0 | AS Marsa | Stade olympique d'El Menzah                                                                                        | [ 77 ]  |
| 57 | 1988   | 19 juin 1988 | CO Transports | 1–1 (5–4 t. a. b.)                                                                                                 | Club africain | Stade olympique d'El Menzah                                                                                        | [ 78 ]  |
| 58 | 1989   | 24 décembre 1989                                                                                                   | Espérance de Tunis                                                                                                 | 2–0 | Club africain | Stade olympique d'El Menzah                                                                                        | [ 79 ]  |
| 59 | 1990   | 28 juin 1990 | AS Marsa | 3–2 | Stade tunisien | Stade olympique d'El Menzah                                                                                        | [ 80 ]  |
| 60 | 1991   | 8 décembre 1991 | Espérance de Tunis                                                                                                 | 2–1 | Étoile du Sahel | Stade olympique d'El Menzah                                                                                        | [ 81 ]  |
| 61 | 1992   | 21 juin 1992 | Club africain | 2–1 | Stade tunisien | Stade olympique d'El Menzah                                                                                        | [ 82 ]  |
| 62 | 1993   | 13 juin 1993 | Olympique de Béja                                                                                                  | 0–0 (3–1 t. a. b.)                                                                                                 | AS Marsa | Stade olympique d'El Menzah                                                                                        | [ 83 ]  |
| 63 | 1994   | 26 juin 1994 | AS Marsa | 1–0 | Étoile du Sahel | Stade olympique d'El Menzah                                                                                        | [ 84 ]  |
| 64 | 1995   | 1er juillet 1995                                                                                                   | CS Sfax | 2–1 | Olympique de Béja                                                                                                  | Stade olympique d'El Menzah                                                                                        | [ 85 ]  |
| 65 | 1996   | 6 juillet 1996 | Étoile du Sahel | 2–1 | JS Kairouan | Stade olympique d'El Menzah                                                                                        | [ 86 ]  |
| 66 | 1997   | 21 juin 1997 | Espérance de Tunis                                                                                                 | 1–0 | CS Sfax | Stade olympique d'El Menzah                                                                                        | [ 87 ]  |
| 67 | 1998   | 3 mai 1998 | Club africain | 1–1 (4–3 t. a. b.)                                                                                                 | Olympique de Béja                                                                                                  | Stade olympique d'El Menzah                                                                                        | [ 88 ]  |
| 68 | 1999   | 1er juillet 1999                                                                                                   | Espérance de Tunis                                                                                                 | 2–1 (a. p.) | Club africain | Stade olympique d'El Menzah                                                                                        | [ 89 ]  |
| 69 | 2000   | 22 octobre 2000 | Club africain | 0–0 (4–2 t. a. b.)                                                                                                 | CS Sfax | Stade olympique d'El Menzah                                                                                        | [ 90 ]  |
| 70 | 2001   | 6 juillet 2001 | CS Hammam Lif | 1–0 | Étoile du Sahel | Stade olympique de Radès                                                                                           | [ 91 ]  |
| —  | 2002   | Coupe abandonnée le 19 février 2002 en raison de la participation de l'équipe de Tunisie à la coupe du monde 2002. | Coupe abandonnée le 19 février 2002 en raison de la participation de l'équipe de Tunisie à la coupe du monde 2002. | Coupe abandonnée le 19 février 2002 en raison de la participation de l'équipe de Tunisie à la coupe du monde 2002. | Coupe abandonnée le 19 février 2002 en raison de la participation de l'équipe de Tunisie à la coupe du monde 2002. | Coupe abandonnée le 19 février 2002 en raison de la participation de l'équipe de Tunisie à la coupe du monde 2002. | [ 92 ]  |
| 71 | 2003   | 15 juin 2003 | Stade tunisien | 1–0 | Club africain | Stade olympique de Radès                                                                                           | [ 93 ]  |
| 72 | 2004   | 20 novembre 2004                                                                                                   | CS Sfax | 2–0 (a. p.) | Espérance de Tunis                                                                                                 | Stade olympique de Radès                                                                                           | [ 94 ]  |
| 73 | 2005   | 22 mai 2005 | Espérance de Zarzis                                                                                                | 2–0 | Espérance de Tunis                                                                                                 | Stade olympique de Radès                                                                                           | [ 95 ]  |
| 74 | 2006   | 12 mai 2006 | Espérance de Tunis                                                                                                 | 2–2 (5–4 t. a. b.)                                                                                                 | Club africain | Stade olympique de Radès                                                                                           | [ 96 ]  |
| 75 | 2007   | 20 mai 2007 | Espérance de Tunis                                                                                                 | 2–1 | CA Bizerte | Stade olympique de Radès                                                                                           | [ 97 ]  |
| 76 | 2008   | 6 juillet 2008 | Espérance de Tunis                                                                                                 | 2–1 | Étoile du Sahel | Stade olympique de Radès                                                                                           | [ 98 ]  |
| 77 | 2009   | 23 mai 2009 | CS Sfax | 1–0 (a. p.) | US Monastir | Stade olympique de Radès                                                                                           | [ 99 ]  |
| 78 | 2010   | 22 mai 2010 | Olympique de Béja                                                                                                  | 1–0 | CS Sfax | Stade olympique de Radès                                                                                           | [ 100 ] |
| 79 | 2011   | 25 juillet 2011 | Espérance de Tunis                                                                                                 | 1–0 | Étoile du Sahel | Stade olympique de Radès                                                                                           | [ 101 ] |
| 80 | 2012   | 11 août 2013 | Étoile du Sahel | 1–0 | CS Sfax | Stade olympique de Radès                                                                                           | [ 102 ] |
| 81 | 2013   | 15 juin 2013 | CA Bizerte | 2–1 | AS Marsa | Stade Chedly-Zouiten                                                                                               | [ 103 ] |
| 82 | 2014   | 27 juin 2014 | Étoile du Sahel | 1–0 | CS Sfax | Stade olympique de Radès                                                                                           | [ 104 ] |
| 83 | 2015   | 29 août 2015 | Étoile du Sahel | 4–3 | Stade gabésien | Stade olympique de Radès                                                                                           | [ 105 ] |
| 84 | 2016   | 27 août 2016 | Espérance de Tunis                                                                                                 | 2–0 | Club africain | Stade olympique de Radès                                                                                           | [ 106 ] |
| 85 | 2017   | 17 juin 2017 | Club africain | 1–0 | US Ben Guerdane | Stade olympique de Radès                                                                                           | [ 107 ] |
| 86 | 2018   | 13 mai 2018 | Club africain | 4–1 | Étoile du Sahel | Stade olympique de Radès                                                                                           | [ 108 ] |
| 87 | 2019   | 17 août 2019 | CS Sfax | 0–0 (5–4 t. a. b.)                                                                                                 | Étoile du Sahel | Stade olympique de Radès                                                                                           | [ 109 ] |
| 88 | 2020   | 27 septembre 2020                                                                                                  | US Monastir | 2–0 | Espérance de Tunis                                                                                                 | Stade Mustapha-Ben-Jannet                                                                                          | [ 110 ] |
| 89 | 2021   | 27 juin 2021 | CS Sfax | 0–0 (5–4 t. a. b.)                                                                                                 | Club africain | Stade municipal de Midoun                                                                                          | [ 111 ] |
| 90 | 2022   | 10 septembre 2022                                                                                                  | CS Sfax | 2–0 | AS Marsa | Stade olympique de Radès                                                                                           | [ 112 ] |
| 91 | 2023   | 28 mai 2023 | Olympique de Béja                                                                                                  | 1–0 | Espérance de Tunis                                                                                                 | Stade olympique de Radès                                                                                           | [ 113 ] |
| 92 | 2024   | 30 juin 2024 | Stade tunisien | 2–0 | CA Bizerte | Stade olympique de Radès                                                                                           | [ 114 ] |
| 93 | 2025   | 1er juin 2025 | Espérance de Tunis                                                                                                 | 1–0 | Stade tunisien | Stade olympique de Radès                                                                                           | [ 115 ] |

## Palmarès

### Palmarès par équipe
| Club                           | Vainqueur | Finaliste | Finales disputées | Années des titres                                                                              | Années des finales                                                                       |
| ------------------------------ | --------- | --------- | ----------------- | ---------------------------------------------------------------------------------------------- | ---------------------------------------------------------------------------------------- |
| Espérance sportive de Tunis    | 16        | 11        | 27                | 1939, 1957, 1964, 1979, 1980, 1986, 1989, 1991, 1997, 1999, 2006, 2007, 2008, 2011, 2016, 2025 | 1937, 1945, 1947, 1959, 1969, 1971, 1976, 2004, 2005, 2020, 2023                         |
| Club africain                  | 13        | 14        | 27                | 1965, 1967, 1968, 1969, 1970, 1972, 1973, 1976, 1992, 1998, 2000, 2017, 2018                   | 1956, 1963, 1974, 1980, 1982, 1985, 1986, 1988, 1989, 1999, 2003, 2006, 2016, 2021       |
| Étoile sportive du Sahel       | 10        | 15        | 25                | 1959, 1963, 1974, 1975, 1981, 1983, 1996, 2012, 2014, 2015                                     | 1939, 1946, 1950, 1954, 1957, 1958, 1960, 1967, 1991, 1994, 2001, 2008, 2011, 2018, 2019 |
| Club sportif de Hammam Lif     | 9         | 1         | 10                | 1947, 1948, 1949, 1950, 1951, 1954, 1955, 1985, 2001                                           | 1964                                                                                     |
| Club sportif sfaxien           | 7         | 7         | 14                | 1971, 1995, 2004, 2009, 2019, 2021, 2022                                                       | 1977, 1984, 1997, 2000, 2010, 2012, 2014                                                 |
| Stade tunisien                 | 7         | 6         | 13                | 1956, 1958, 1960, 1962, 1966, 2003, 2024                                                       | 1961, 1972, 1981, 1990, 1992, 2025                                                       |
| Avenir sportif de La Marsa     | 5         | 9         | 14                | 1961, 1977, 1984, 1990, 1994                                                                   | 1965, 1966, 1970, 1973, 1983, 1987, 1993, 2013, 2022                                     |
| Union sportive tunisienne      | 5         | 0         | 5                 | 1930, 1931, 1933, 1934, 1935                                                                   |                                                                                          |
| Club athlétique bizertin       | 3         | 4         | 7                 | 1982, 1987, 2013                                                                               | 1948, 1951, 2007, 2024                                                                   |
| Olympique de Béja              | 3         | 2         | 5                 | 1993, 2010, 2023                                                                               | 1995, 1998                                                                               |
| Stade gaulois                  | 3         | 0         | 3                 | 1925, 1927, 1937                                                                               |                                                                                          |
| Racing Club                    | 2         | 0         | 2                 | 1924, 1932                                                                                     |                                                                                          |
| Sporting Club                  | 2         | 0         | 2                 | 1926, 1938                                                                                     |                                                                                          |
| Union sportive monastirienne   | 1         | 1         | 2                 | 2020                                                                                           | 2009                                                                                     |
| Avant-garde                    | 1         | 0         | 1                 | 1923                                                                                           |                                                                                          |
| Italia de Tunis                | 1         | 0         | 1                 | 1936                                                                                           |                                                                                          |
| Union sportive de Ferryville   | 1         | 0         | 1                 | 1942                                                                                           |                                                                                          |
| Olympique de Tunis             | 1         | 0         | 1                 | 1945                                                                                           |                                                                                          |
| Patrie Football Club bizertin  | 1         | 0         | 1                 | 1946                                                                                           |                                                                                          |
| Club olympique des transports  | 1         | 0         | 1                 | 1988                                                                                           |                                                                                          |
| Espérance sportive de Zarzis   | 1         | 0         | 1                 | 2005                                                                                           |                                                                                          |
| Sfax railway sport             | 0         | 3         | 3                 |                                                                                                | 1955, 1968, 1979                                                                         |
| Stade soussien                 | 0         | 1         | 1                 |                                                                                                | 1962                                                                                     |
| El Makarem de Mahdia           | 0         | 1         | 1                 |                                                                                                | 1975                                                                                     |
| Jeunesse sportive kairouanaise | 0         | 1         | 1                 |                                                                                                | 1996                                                                                     |
| Stade gabésien                 | 0         | 1         | 1                 |                                                                                                | 2015                                                                                     |
| Union sportive de Ben Guerdane | 0         | 1         | 1                 |                                                                                                | 2017                                                                                     |

### Entraîneurs vainqueurs par saison
| Saison | Entraîneurs               | Club                |
| ------ | ------------------------- | ------------------- |
| 1956   | Rachid Turki              | Stade tunisien      |
| 1957   | Hachemi Cherif            | Espérance de Tunis  |
| 1958   | Ahmed Benelfoul           | Stade tunisien      |
| 1959   | Habib Mougou              | Étoile du Sahel     |
| 1960   | Ammar Nahali              | Stade tunisien      |
| 1961   | Sándor Pázmándy (en)      | AS Marsa            |
| 1962   | Rachid Turki              | Stade tunisien      |
| 1963   | Božidar Drenovac (en)     | Étoile du Sahel     |
| 1964   | Abderrahmane Ben Ezzedine | Espérance de Tunis  |
| 1965   | Fabio Roccheggiani        | Club africain       |
| 1966   | Ammar Nahali              | Stade tunisien      |
| 1967   | Ridha Bach Hamba          | Club africain       |
| 1968   | Ahmed Dhib                | Club africain       |
| 1969   | André Nagy                | Club africain       |
| 1970   | André Nagy                | Club africain       |
| 1971   | Jivko Popadic             | CS Sfax             |
| 1972   | Jamel Eddine Bouabsa      | Club africain       |
| 1973   | Jamel Eddine Bouabsa      | Club africain       |
| 1974   | Abdelmajid Chetali        | Étoile du Sahel     |
| 1975   | Abdelmajid Chetali        | Étoile du Sahel     |
| 1976   | Dietscha Stefanovic       | Club africain       |
| 1977   | Taoufik Ben Othman        | AS Marsa            |
| 1978   | Coupe non jouée           | Coupe non jouée     |
| 1979   | Mokhtar Tlili             | Espérance de Tunis  |
| 1980   | Mokhtar Tlili             | Espérance de Tunis  |
| 1981   | Mohsen Habacha            | Étoile du Sahel     |
| 1982   | Mokhtar Tlili             | CA Bizerte          |
| 1983   | Mohsen Habacha            | Étoile du Sahel     |
| 1984   | Ali Selmi (en)            | AS Marsa            |
| 1985   | Dietscha Stefanovic       | CS Hammam Lif       |
| 1986   | Amarildo                  | Espérance de Tunis  |
| 1987   | Youssef Zouaoui           | CA Bizerte          |
| 1988   | Bernard Blaut             | CO Transports       |
| 1989   | Antoni Piechniczek        | Espérance de Tunis  |
| 1990   | Aleksandar Kostov         | AS Marsa            |
| 1991   | Zdzisław Podedworny (en)  | Espérance de Tunis  |
| 1992   | Ilie Balaci               | Club africain       |
| 1993   | Andrzej Platek            | Olympique de Béja   |
| 1994   | Ali Selmi (en)            | AS Marsa            |
| 1995   | José Paulo (en)           | CS Sfax             |
| 1996   | José Dutra dos Santos     | Étoile du Sahel     |
| 1997   | Khaled Ben Yahia          | Espérance de Tunis  |
| 1998   | René Exbrayat             | Club africain       |
| 1999   | Youssef Zouaoui           | Espérance de Tunis  |
| 2000   | René Exbrayat             | Club africain       |
| 2001   | Ammar Souayah             | CS Hammam Lif       |
| 2002   | Coupe abandonnée          | Coupe abandonnée    |
| 2003   | Ahmed Mghirbi             | Stade tunisien      |
| 2004   | Michel Decastel           | CS Sfax             |
| 2005   | Lassaad Maamar (en)       | Espérance de Zarzis |
| 2006   | Khaled Ben Yahia          | Espérance de Tunis  |
| 2007   | Jacky Duguépéroux         | Espérance de Tunis  |
| 2008   | Cabralzinho               | Espérance de Tunis  |
| 2009   | Ghazi Ghrairi             | CS Sfax             |
| 2010   | Rachid Belhout            | Olympique de Béja   |
| 2011   | Nabil Maâloul             | Espérance de Tunis  |
| 2012   | Denis Lavagne             | Étoile du Sahel     |
| 2013   | Mondher Kebaier           | CA Bizerte          |
| 2014   | Roger Lemerre             | Étoile du Sahel     |
| 2015   | Faouzi Benzarti           | Étoile du Sahel     |
| 2016   | Ammar Souayah             | Espérance de Tunis  |
| 2017   | Chiheb Ellili             | Club africain       |
| 2018   | Kamel Kolsi               | Club africain       |
| 2019   | Nebojša Jovović (en)      | CS Sfax             |
| 2020   | Lassaad Chabbi            | US Monastir         |
| 2021   | Hammadi Daou (en)         | CS Sfax             |
| 2022   | Karim Dalhoum             | CS Sfax             |
| 2023   | Jamel Khcharem            | Olympique de Béja   |
| 2024   | Hammadi Daou (en)         | Stade tunisien      |
| 2025   | Maher Kanzari             | Espérance de Tunis  |

### Palmarès des joueurs
| Joueur               | Club                                          | Titres | Années                                         |
| -------------------- | --------------------------------------------- | ------ | ---------------------------------------------- |
| Sadok Sassi          | Club africain                                 | 8      | 1965, 1967, 1968, 1969, 1970, 1972, 1973, 1976 |
| Tahar Chaïbi         | Club africain                                 | 7      | 1965, 1967, 1968, 1969, 1970, 1972, 1973       |
| Ali Retima           | Club africain                                 | 7      | 1967, 1968, 1969, 1970, 1972, 1973, 1976       |
| Taoufik Klibi        | Club africain                                 | 7      | 1965, 1967, 1968, 1969, 1970, 1972, 1973       |
| Moncef Khouini       | Club africain                                 | 5      | 1969, 1970, 1972, 1973, 1976                   |
| Hamza Mrad           | Club africain                                 | 5      | 1968, 1969, 1970, 1972, 1973                   |
| Abderrahmane Nasri   | Club africain                                 | 5      | 1969, 1970, 1972, 1973, 1976                   |
| Salah Chaoua         | Club africain                                 | 5      | 1965, 1967, 1968, 1969, 1970                   |
| Jalloul Chaoua       | Club africain                                 | 5      | 1967, 1968, 1969, 1970, 1972                   |
| Ahmed Zitouni        | Club africain                                 | 4      | 1969, 1970, 1972, 1973                         |
| Mohamed Salah Jedidi | Club africain                                 | 4      | 1965, 1967, 1968, 1969                         |
| Chokri El Ouaer      | Espérance sportive de Tunis                   | 4      | 1989, 1991, 1997, 1999                         |
| Khalil Chemmam       | Espérance sportive de Tunis                   | 4      | 2007, 2008, 2011, 2016                         |
| Sameh Derbali        | Espérance sportive de Tunis Olympique de Béja | 4      | 2007, 2008, 2011, 2016                         |